# Nant (tổng)
Tổng Nant là một tổng thuộc tỉnh Aveyron trong vùng Occitanie.

## Địa lý
Tổng này được tổ chức xung quanh Nant ở quận Millau. Độ cao khu vực này dao động từ 421 m (Nant) đến 1 341 m (Sauclières) với độ cao trung bình 646 m.

## Hành chính
| Giai đoạn | Ủy viên          | Đảng | Tư cách                        |
| --------- | ---------------- | ---- | ------------------------------ |
| 2004-2010 | René Quatrefages | UMP  | Thị trưởng Saint-Jean-du-Bruel |

## Các đơn vị trực thuộc
Tổng Nant gồm 6 xã với dân số 2 892 người (điều tra dân số năm 1999, dân số không tính trùng)
| Xã                     | Dân số | Mã bưu chính | Mã insee |
| ---------------------- | ------ | ------------ | -------- |
| La Cavalerie           | 813    | 12230        | 12063    |
| La Couvertoirade       | 153    | 12230        | 12082    |
| L'Hospitalet-du-Larzac | 249    | 12230        | 12115    |
| Nant                   | 846    | 12230        | 12168    |
| Saint-Jean-du-Bruel    | 642    | 12230        | 12231    |
| Sauclières             | 189    | 12230        | 12260    |

## Biến động dân số
| 1962                                                     | 1968  | 1975  | 1982  | 1990  | 1999  |
| -------------------------------------------------------- | ----- | ----- | ----- | ----- | ----- |
| -                                                        | 3 163 | 3 072 | 3 269 | 2 890 | 2 892 |
| Nombre retenu à partir de 1962 : dân số không tính trùng |       |       |       |       |       |